# Hyalocoa
Hyalocoa este un gen de insecte lepidoptere din familia Arctiidae.

Cladograma conform Catalogue of Life:
| Hyalocoa | \| \| Hyalocoa atra \| \| \| \| \| \| Hyalocoa diaphana \| \| \| \| \| \| Hyalocoa kozhantshikovi \| \| \| \| |
|          | \| \| Hyalocoa atra \| \| \| \| \| \| Hyalocoa diaphana \| \| \| \| \| \| Hyalocoa kozhantshikovi \| \| \| \| |
|          | Hyalocoa atra                                                                                                 |
|          | |
|          | Hyalocoa diaphana                                                                                             |
|          | |
|          | Hyalocoa kozhantshikovi                                                                                       |
|          | |